# Cercedilla
Cercedilla ist ein zentralspanischer Ort und eine Berggemeinde (municipio) mit 7.647 Einwohnern (Stand: 2024) im Nordwesten der Autonomen Gemeinschaft Madrid.

## Lage und Klima
Der Bergort Cercedilla liegt am Südrand der Sierra de Guadarrama im Quellgebiet des Río Guadarrama knapp 60 km nordwestlich der Stadt Madrid in einer Höhe von ca. 1180 bis 1215 m. Das Klima im Winter ist kühl, im Sommer dagegen trotz der Höhenlage gemäßigt bis warm; Niederschläge – manchmal auch in Form von Schnee – (ca. 500 mm/Jahr) fallen überwiegend im Winterhalbjahr.

## Bevölkerungsentwicklung
| Jahr      | 1857 | 1900  | 1950  | 2000  | 2018  |
| Einwohner | 778  | 1.187 | 2.788 | 5.644 | 6.948 |

Der anhaltende Bevölkerungsanstieg ist im Wesentlichen auf die relative Nähe zum Großraum Madrid zurückzuführen. Darüber hinaus spielt auch der zunehmende innerspanische Tourismus eine wichtige Rolle für die Entstehung von Arbeitsplätzen und die Neuansiedlung von Familien.

## Wirtschaft
In früheren Zeiten lebten die Bewohner des Ortes wie der gesamten Bergregion nahezu ausnahmslos als Selbstversorger von den Erträgen ihrer Felder und Hausgärten; auch Viehzucht wurde betrieben. Mit der Verbesserung der Verkehrsbedingungen (Eisenbahnanbindung, Autobusse) seit der Mitte des 19. Jahrhunderts ist der Ort als Luftkurort und Sommerfrische immer beliebter geworden. Vom Bahnhof an der Bahnstrecke Villalba–Segovia führt die Bahnstrecke Cercedilla–Cotos in die Berge nördlich des Ortes.

## Geschichte
Bereits in der Antike führte eine befestigte Römerstraße (Calzada Romana), zu der wahrscheinlich auch schon eine kleine Brücke gehörte, über den knapp 10 km nördlich gelegenen und knapp 1800 m hohen Fuenfría-Pass (Puerto de Fuenfría) in Richtung Segovia. Westgoten und Mauren hinterließen keine Spuren in der Region, die im Mittelalter und in der frühen Neuzeit als Weide- und Jagdgebiet diente. 

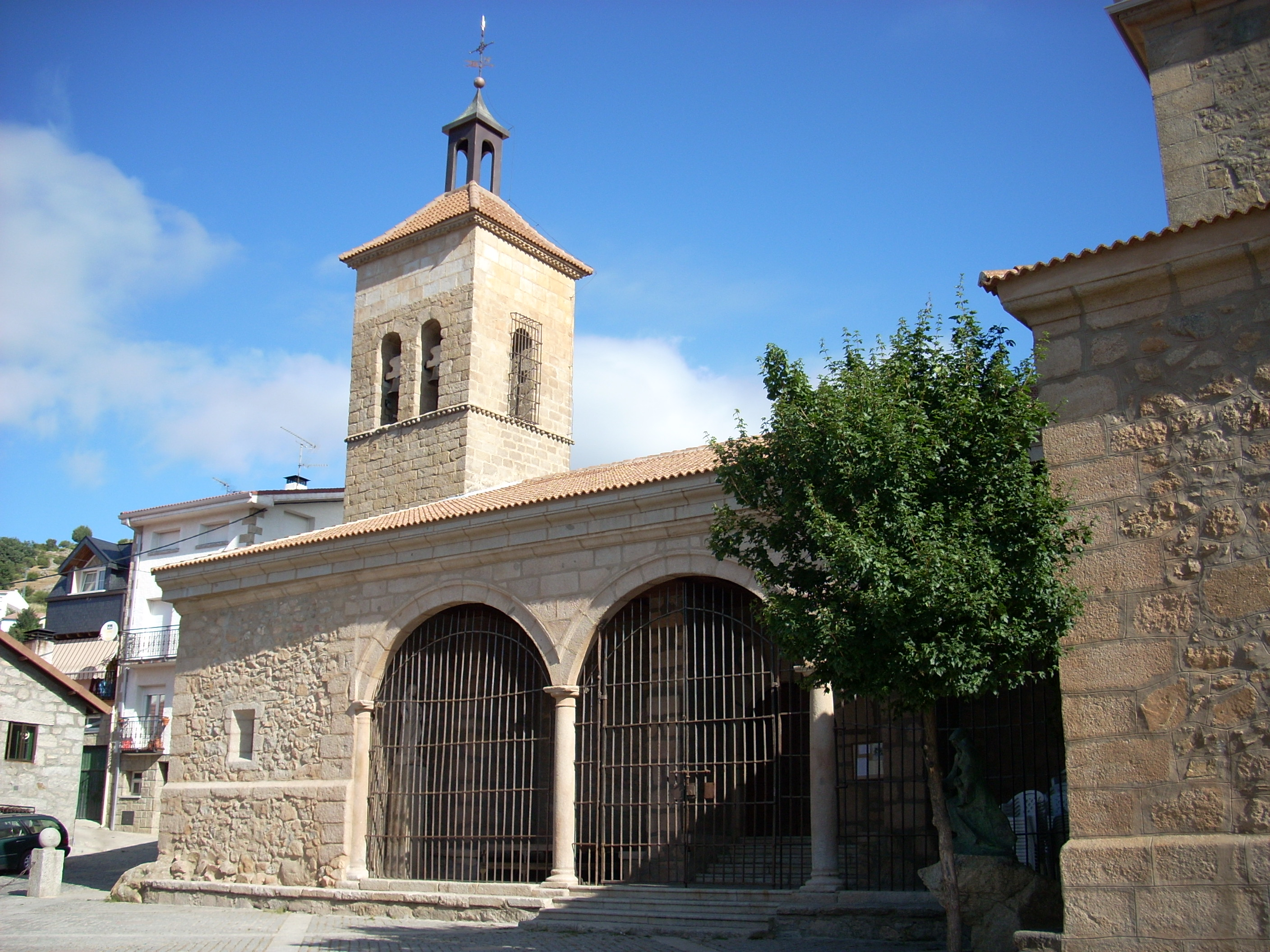
Cercedilla – Kirche

## Sehenswürdigkeiten
- Die Iglesia de San Sebastián stammt wohl aus dem 15. Jahrhundert; das Portal befindet sich auf der Südseite und wird von einem Portikus geschützt. Im Innern der Kirche befindet sich ein Altarretabel (retablo) im Spätbarocken Stil des Churriguerismus aus dem 18. Jahrhundert.[4]

Umgebung
- Wichtigste Sehenswürdigkeit von Cercedilla ist die umgebende Berglandschaft mit ihren Wäldern, Quellen, Bächen und Wanderwegen.
- Vom Steinpflaster der antiken Römerstraße sind mehrere Teilabschnitte erhalten geblieben.